# إد هيلمز
إد هيلمز (بالإنجليزية: Ed Helms)‏ هو ممثل أمريكي (من مواليد 24 يناير 1974 ) في أتلانتا، جورجيا. بدأ مسيرته الفنية عام 2002. من أبرز الأعمال التي شارك فيها هروب هارولد وكومار من خليج غوانتانامو (فيلم).

## الأعمال
- ليلة في المتحف 2 (فيلم)
- صداع الكحول (فيلم)
- أثر الثمالة الجزء الثاني (فيلم)
- المكتب (مسلسل أمريكي)
- ساترداي نايت لايف
- فاميلي غاي
- هروب هارولد وكومار من خليج غوانتانامو (فيلم)
- عطلة
- حب عائلة كوبر
- كيفن هارت: ماذا الآن؟
- تاغ (فيلم)

## روابط خارجية
- إد هيلمز على موقع IMDb (الإنجليزية)
- إد هيلمز على موقع روتن توميتوز (الإنجليزية)
- إد هيلمز على موقع ألو سيني (الفرنسية)
- إد هيلمز على موقع ميوزك برينز (الإنجليزية)
- إد هيلمز على موقع أول موفي (الإنجليزية)
- إد هيلمز على موقع بوكس أوفيس موجو (الإنجليزية)
- إد هيلمز على موقع قاعدة بيانات الأفلام السويدية (السويدية)
- إد هيلمز على موقع إن إن دي بي (الإنجليزية)
- إد هيلمز على موقع أول ميوزيك (الإنجليزية)
- إد هيلمز على موقع ديسكوغز (الإنجليزية)